# Evan Williams (football)
Pour les articles homonymes, voir Evan Williams et Williams.
Evan Williams, de son nom complet Evan Samuel Williams, est un footballeur britannique né le 15 juillet 1943 à Dumbarton en Écosse et mort le 20 février 2025. Il occupe le poste de gardien de but.

## Biographie
En 1963, Evan Williams commence sa carrière en tant que joueur de l'East Fife FC,.
Il rejoint le Third Lanark AC en 1964,.
En 1966, il est transféré en Angleterre dans le club des Wolverhampton Wanderers,. Il dispute avec cette équipe, 13 rencontres en première division.
Il est prêté en 1969 à l'Aston Villa FC, avant de revenir en Écosse représenter le Celtic FC,.
Lors de sa première saison, il dispute la finale de la Coupe des clubs champions en 1970. Il garde les cages lors de la finale contre le Feyenoord Rotterdam perdue 1-2,. En 1972, il atteint les demi-finales de cette même compétition, en étant éliminé après une séance de tirs au but par l'Inter Milan. Au total, il dispute 22 matchs en Coupe d'Europe des clubs champions.
Evan Williams remporte avec le Celtic quatre titres de Champion d'Écosse en 1970, 1971, 1972 et en 1973, ainsi que deux Coupes d'Écosse en 1971 et 1972,.
En 1974, il devient joueur du Clyde FC, club qu'il représente une unique saison,.
En 1975, il rejoint le Stranraer FC. Evan Williams raccroche les crampons en 1976,.

## Palmarès
Celtic FC
| - Coupe des clubs champions (1) : - Finaliste : 1969-70. |  | - Championnat d'Écosse (4) : - Champion : 1969-70, 1970-71, 1971-72 et 1972-73. - Coupe d'Écosse (2) : - Champion : 1970-71 et 1971-72. |